# L'Enfant borne
 (octobre 2021).
Si vous disposez d'ouvrages ou d'articles de référence ou si vous connaissez des sites web de qualité traitant du thème abordé ici, merci de compléter l'article en donnant les références utiles à sa vérifiabilité et en les liant à la section « Notes et références ».
Pour plus de détails, voir Fiche technique et Distribution.
L'Enfant borne est un court métrage français réalisé par Pascal Mieszala en 2007.

## Synopsis
Une maison isolée au bord d'une route. Des champs à perte de vue. Un enfant seul, assis sur une borne en pierre. Il sait qu'une voiture va venir. Il sait ce qu'il doit faire.

## Fiche technique
- Réalisation : Pascal Mieszala
- Écriture : Pascal Mieszala
- Producteurs exécutifs : Aurélie Bordier et Pierre Vinour
- Directeur de la photographie : Éric Weber
- Décors : Nelly Nahon et Jérôme Fève
- Musique : Richard Escola
- Son : Richard Escola
- Montage : Emmanuel Jambu

## Distribution
- Valérie Blanchon
- Éric Chevaleyre
- Jean-François Garreaud
- Laurence Roy
- Gautier van Lieshout

## Distinctions
Le film a été nommé aux cérémonies suivantes : 
- Les Lutins du Court-Métrage
- Festival international du court-métrage de Clermont-Ferrand